# Крістіан Пуже
Крістіан Пуже (фр. Christian Pouget; нар. 11 січня 1966, Гап, Франція) — французький хокеїст, нападник/захисник.

## Ігрова кар'єра
Крістіан почав свою кар'єру хокеїста у клубі «Труа-Рів'єр» (ліга QMJHL), виступав з 1984 по 1986 роки. У 1986 році повернувся до рідного міста, де продовжив виступи за місцевий клуб. Два сезони 1989/91 провів у клубі «Гренобль», у складі якого став чемпіоном Франції у 1991 році. З 1991 по 1993 виступав у складі «Шамоні», а сезон 1993/94 провів у складі «Девілз» (Мілан) (італійська Серія А). Наступні два сезони відіграв за французькі клуби «Шамоні» та «Руан». Влітку 1996 року укладає трирічний контракт з німецьким клубом «Адлер Мангайм», у складі «орлів» тричі стає чемпіоном Німеччини 1997, 1998 та 1999. Загалом за три сезони провів 147 матчів у яких закинув 43 шайби та зробив 85 результативних передач.
Сезон 1999/2000 Пуже провів у складі клубу «Ла Шо-де-Фон» (Національної ліги B). Став одним із найкращих бомбардирів, набравши 40 очок (19+21), у 46 іграх. З 2001 по 2003 виступав за «Гренобль». У сезоні 2002/03 Крістіан не виступав за жоден клуб, а після річної перерви по два сезони відіграв за «Шамоні» та «Монблан». Завершив свою кар'єру у віці 43-х років.
Крістіан належить до «золотого покоління» французькому хокею разом з Філіппом Бозоном та Дені Перезом. У той же час його неодноразово ловили на вживанні допінгу, так у 1997 році допінг-тест дав позитивний результат, як результат йому було заборонено виступати за професійні команди 10 місяців, без права дострокового скасування заборони.

## На рівні збірних
Брав участь у чемпіонатах світу: 1987, 1989, 1990, 1991, 1992, 1993, 1995, 1996, 1997, 1999, 2001 та 2004. Брав участь у хокейних турнірах Зимових Олімпійських ігор 1988, 1992 та 1998 років. Загалом у складі національної збірної Франції він провів 87 матчів, забивши 25 голів та зробив 28 гольових передач.

## Тренерська кар'єра
У 2008 та 2009 роках очолював молодіжну збірну Франції. У сезоні 2009/10 помічник головного тренера ХК «Руан», а з лютого 2011 головний тренер ХК «Монблан».

## Нагороди та досягнення
- Кращий гравець чемпіонату Франції — 1995.[3]
- Чемпіон Німеччини у складі «Адлер Мангайм» — 1997, 1998, 1999.
- Ліга Магнус All-Star Team — 2006, 2007, 2008, 2009.